# زارو آغا
زارو آغا (بالكردية: Zaro Axa، بالتركية: Zaro ağa) هو رجل تركي، من أصل كردي يفترض أنه عاش 157 سنة. يذكر المؤرخون أن أكبر معمر تركي عاش 157 سنة. وهو بهذا أكبر معمر في العالم بعد المعمر الصيني لي تسينون الذي عاش لمدة 253 سنة. ولد آغا عام 1774م أو 1777م في قرية ميدان التابعة الآن لمحافظة بدليس في تركيا والتي كانت تابعة للإمبراطورية العثمانية آنذاك. عاش أغلب حياته في اسطنبول، حيث توفي فيها بتاريخ 29 يونيو 1934م.

## سيرته
عاش آغا معظم الحقب التاريخية التي حدثت في تلك الفترة، ورأى معظم سلاطين الإمبراطورية العثمانية، حيث تزامن مولده مع اعتلاء السلطان عبد الحميد الأول على العرش، وعاصر كلًا من السلطان سليم الثالث والسلطان مصطفى الرابع والسلطان محمد الثاني والسلطان عبد العزيز والسلطان عبد المجيد والسلطان مراد الخامس والسلطان عبد الحميد الثاني والسلطان محمد رشاد الخامس والسلطان وحيد الدين آخر سلطان عثماني.
كما عاش آغا العديد من الملاحم والمعارك في تلك الفترة، فقد عاش حرب القرم والحرب الروسية وحرب القوقاز وحرب البلقان والحرب العالمية الأولى، وشهد احتلال تركيا من قبل القوات الأجنبية في العصر الحديث ثم من بعدها حرب الاستقلال في عهد كمال باشا أتاتورك.
وكان يعيش آغا حياة طبيعية بعيدة عن الترف، حيث كان يعمل حمالاً وبنّاء لمدة أكثر من 100 عام، فقد ساهم في بناء أشهر وأعرق الأبنية التاريخية للدولة العثمانية آنذاك، منها قصر دولما بهجة، وكنيسة سيلمية، إلى أن وصل به الأمر إلى تأسيس مجلس خاص للحمالين في تلك الفترة.

## حياته الشخصية
تزوج آغا أكثر من ثلاثة عشر مرة في حياته، وأنجب ما يقارب 25 من الأولاد وكان يعرفهم جميعهم ويهتم بهم، غير أنه لم يكن يدرك ويحصي أسماء أحفاده بسبب كثرتهم وانتشارهم في بقاع الأرض.

## وفاته
أصيب آغا بمرض السل وأصبح يعاني من مرض بالقلب حتى توفي في إسطنبول عام 1934م عن عمر يناهز 157 عامًا.
ويذكر البعض أن آغا كان يوصي كل من شاهده بأكل اللبن، لأنه يطيل العمر حسب قوله، بالإضافة إلى أن وجبته المفضلة كانت الخبز والحليب.

## جدل حول عمره
هناك جدل حول سنه الحقيقي عندما مات. وفقًا لشهادة الوفاة التي قدمها طبيبه التركي، كان عمر زارو أغا 157 سنة. توفي في اسطنبول، على الرغم من وجود بعض الالتباس حول مكان الوفاة، ربما بسبب إرسال الجثة إلى الولايات المتحدة مباشرة بعد وفاته. ومع ذلك، أشار تقرير التحقيق الذي نشره والتر بورمان في عام 1939م أن زارو آغا كان حوالي 97 سنة، وليس 157.